# Sympycnus maculatus
Sympycnus maculatus är en tvåvingeart som först beskrevs av Octave Parent 1932.  Sympycnus maculatus ingår i släktet Sympycnus och familjen styltflugor. Inga underarter finns listade i Catalogue of Life.